# Zuncho (elemento)
Un zuncho, en arquitectura, es una abrazadera que se utiliza para sujetar un elemento constructivo para asegurarla y evitar que se abra. El zuncho puede ser de hierro o de otros materiales resistentes que permitan ceñir o reforzar un componente.

## Historia
Principalmente con el diseño de las  cúpulas, para evitar el agriete y rotura de las mismas, se colocaba un anillo resistente que sujetara  e impidiera la deformación producida por las tracciones debidas a su propio peso. El material utilizado para este anillo, ha pasado a ser, entre otros, desde piedra, hierro, acero u hormigón.
En las cúpulas clásicas, a partir de un cierto tamaño, se utilizaban cadenas de hierro, por eso, a veces se habla tanto de zunchado como de "encadenado". Brunelleschi utilizó una estructura curva nervada con un zuncho de hierro en la base de la cúpula de la Catedral de Santa María del Fiore de Florencia. Miguel Ángel empleó zunchos de hierro para reforzar la cúpula de la basílica de San Pedro en el Vaticano. Christopher Wren, para la construcción de la cúpula de la catedral de San Pablo de Londres, con estructura de madera y recubierta de plomo, la situó sobre un tambor, rodeado en su base por un zuncho formado por una cadena de hierro.